# Muzeum Motoryzacji i Techniki w Opaczy Kolonii
Muzeum Motoryzacji i Techniki w Opaczy Kolonii w organizacji – prywatne muzeum motoryzacji i techniki w Opaczy Kolonii koło Warszawy. Gromadzi zabytki motoryzacji, w szczególności polskiej motoryzacji okresu PRL i współczesne, oraz inne zabytki techniki.

## Historia
Muzeum powstało w 2015, ale eksponaty zbierane były już wiele lat wcześniej. Posiada kilkanaście zabytkowych pojazdów, jak również sporą kolekcję dokumentów związanych z motoryzacją (instrukcje, prospekty, katalogi), a także inne eksponaty stanowiące zabytki techniki PRL. Eksponaty muzeum można również obejrzeć gdy są wypożyczane na imprezy plenerowe. Przy muzeum funkcjonuje  pracownia renowatorska, w której stare samochody są restaurowane. 

## Eksponaty

### Pojazdy
- Polski Fiat 125p 1300, 1971
- Polski Fiat 125p 1300, 1979
- FSO 1500, 1985
- FSO 1500 kombi-sanitarka, 1990

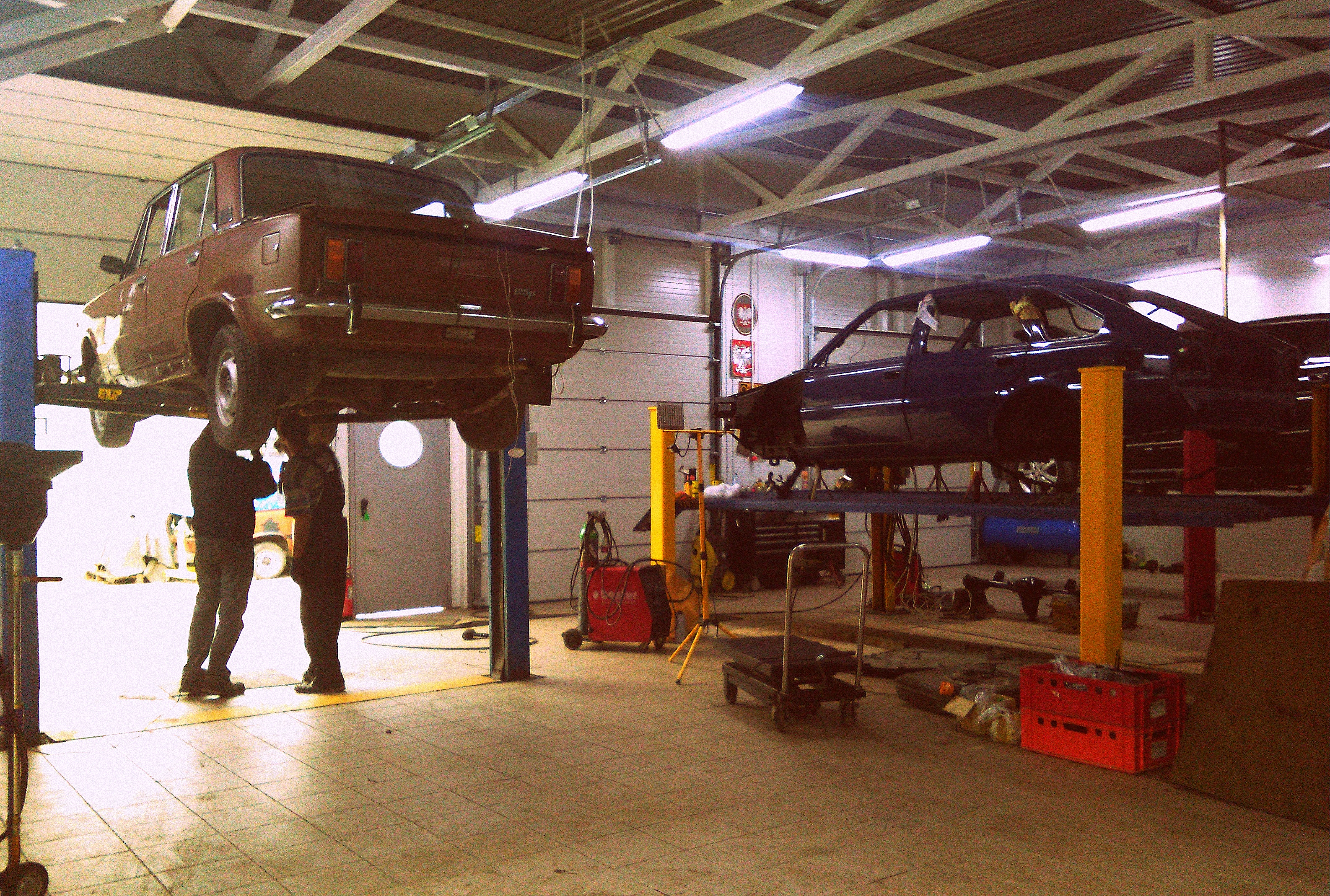
Polski Fiat 125p i FSO Polonez podczas renowacji w pracowni przy muzeum

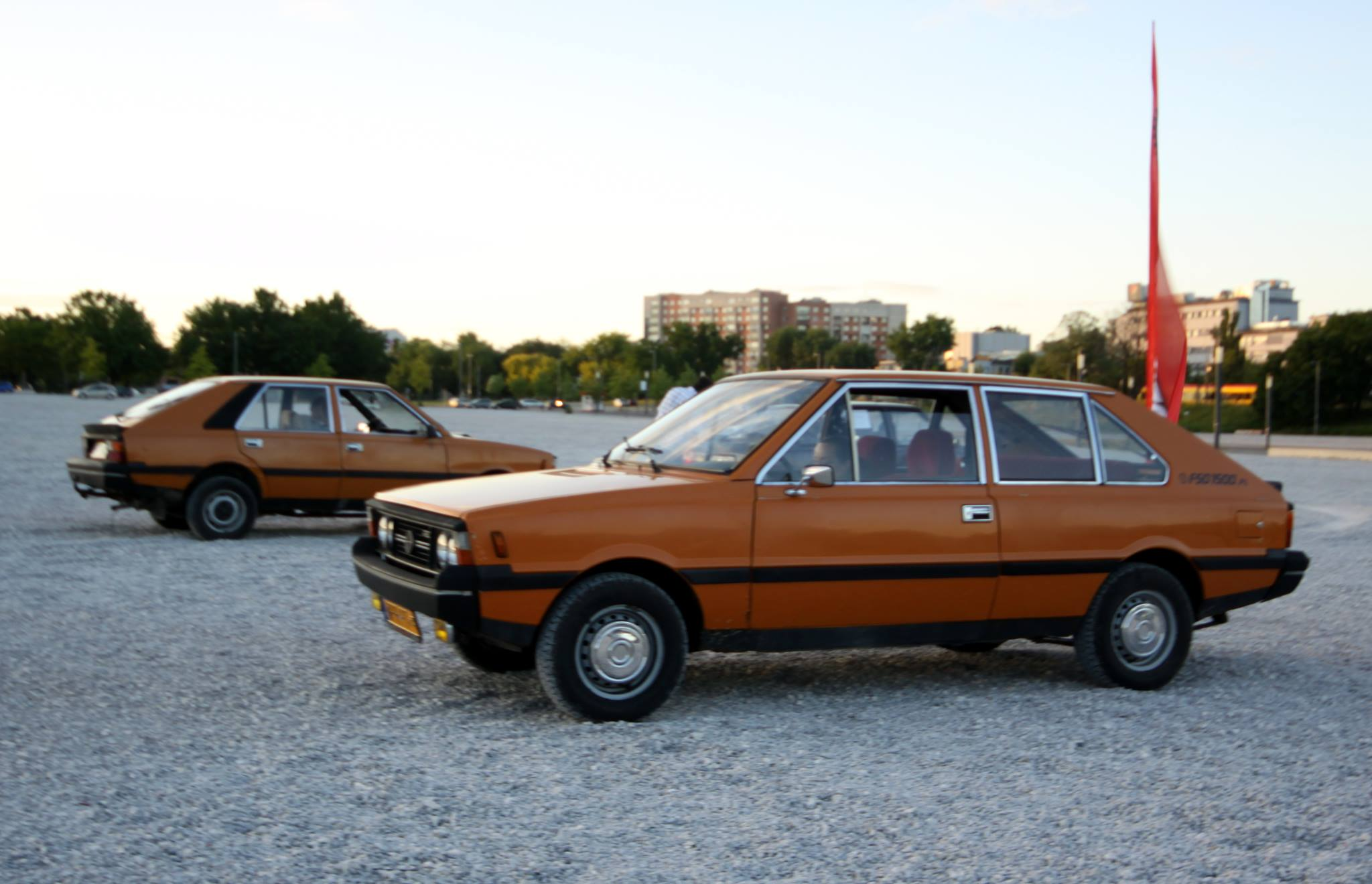
Trzydrzwiowy FSO Polonez ze zbiorów muzeum

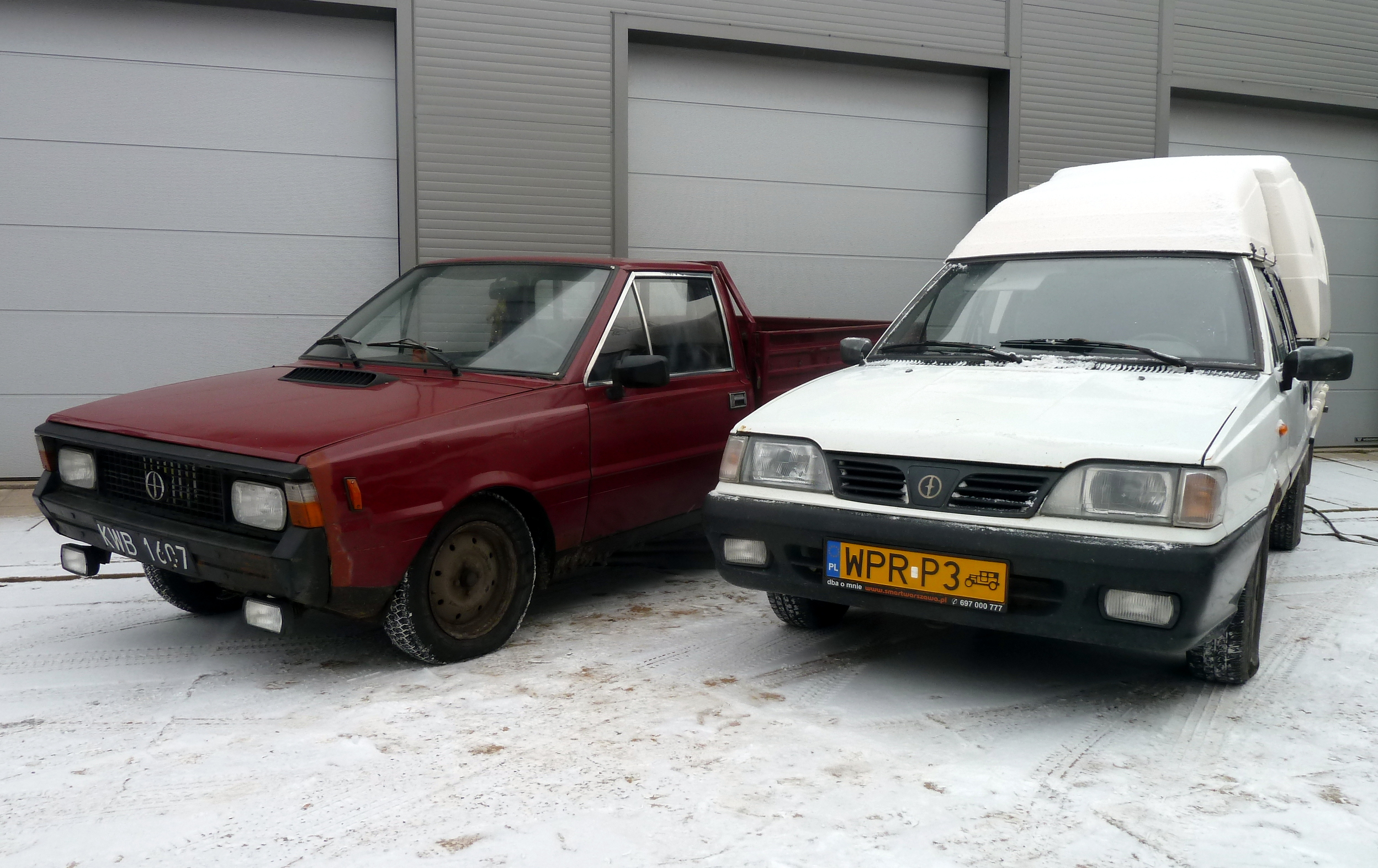
Dwa samochody FSO Polonez Truck (z początku i końca okresu produkcji) ze zbiorów muzeum

- FSO Cars pickup 1500 RHD, 1989 (kierownica po prawej stronie)
- FSO Polonez 2000, 1982 z silnikiem Fiat 132 2.0
- FSO Polonez 2000, 1989 z silnikiem Ford Sierra 2.0
- FSO Polonez trzydrzwiowy, 1980
- FSO Polonez CARO Gli RHD (kierownica po prawej stronie)
- FSO Polonez CARGO Gli sanitarny (karetka, Marynarka Wojenna RP)
- FSO Polonez Truck Gli POGOTOWIE GAZOWE (zabudowa specjalistyczna)
- FSO Warszawa Polonez 2000 Rally gr. II 1981
- 2 x FSO Warszawa Polonez 1500, 1985 (bliźniaki)
- Daewoo-FSO Polonez Gsi Kombi - ostatni wyprodukowany Polonez w fabryce na Żeraniu, 2002
- Daewoo-FSO Truck DC 1,9d 230 z 288 sztuk wyprodukowanych w ostatniej partii, 2003
- Mercedes w 124 E420, 1994
- FSC Żuk A15 Strażacki, 1975

### Pozostałe eksponaty
- Przyczepka kempingowa Predom Niewiadów N126
- Przyczepa bagażowa wzorowana na Polski Fiacie 125p
- Budka telefoniczna z 1971 roku
- Model dachu do Poloneza Kombi w skali 1:1

W zbiorach muzeum znajduje się także duża ilość literatury o tematyce motoryzacyjnej (instrukcje obsługi, prospekty, katalogi oraz albumy). Gromadzone są również tabliczki BHP, plakaty, sprzęt RTV i AGD oraz inne zabytki techniki okresu PRL.